# Го Лю Їн
Го Лю Їн (малай. Goh Liu Ying, нар. 30 травня 1989) — малайзійська бадмінтоністка, срібна призерка Олімпійських ігор 2016 року.

## Виступи на Олімпіадах
| Олімпіада           | Дисципліна      | Місце |
| ------------------- | --------------- | ----- |
| Лондон 2012         | змішаний розряд | 13    |
| Ріо-де-Жанейро 2016 | змішаний розряд | 2     |